# Trung đoàn Kraken

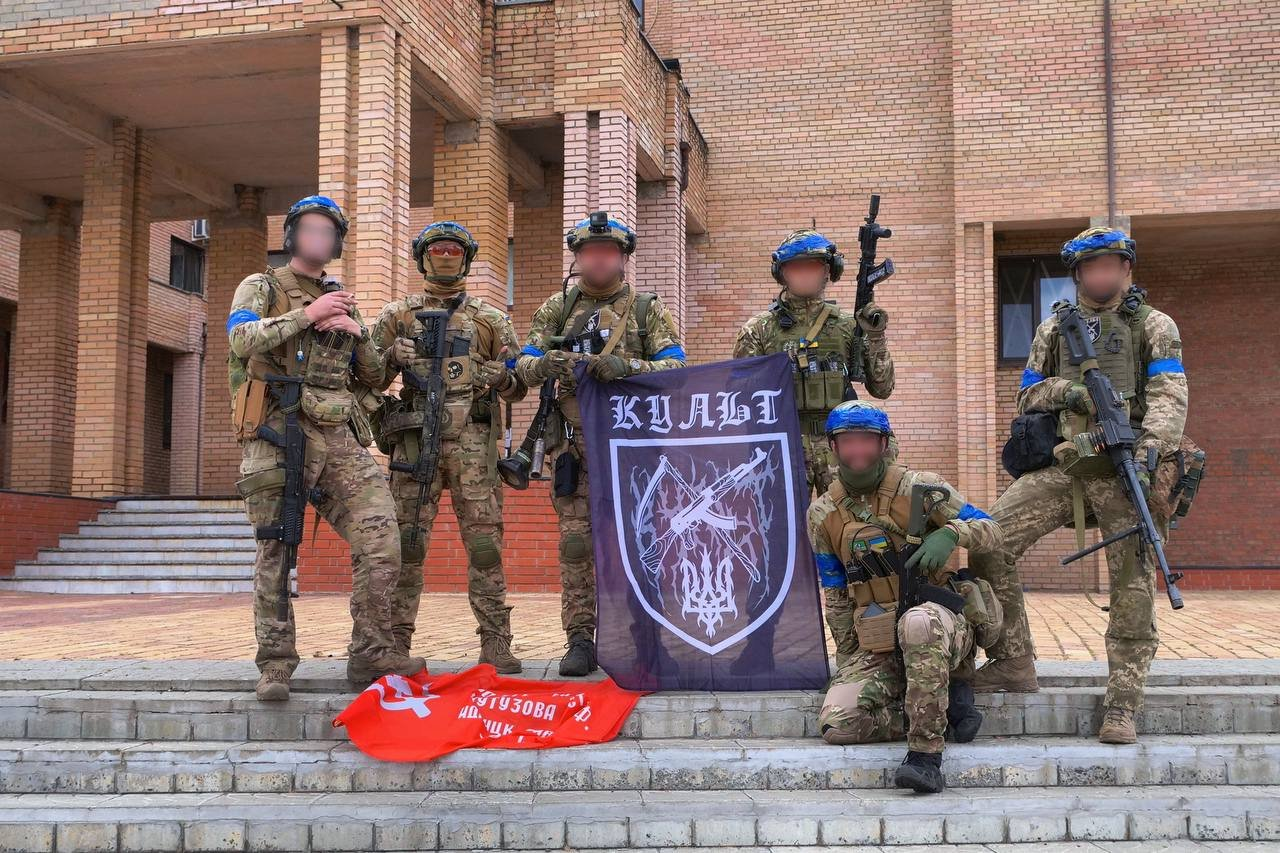
Lực lượng Kraken tái chiếm trung tâm làng Balakliia

Trang bị được cải tiến từ thiết bị bắt giữ của Nga

Trung đoàn Kraken (tiếng Ukraina: Спецпідрозділ "Kraken"/Kraken Regiment) là một đơn vị tình nguyện quân sự Ukraina, cấu thành một phần của các đơn vị đặc nhiệm Spetsnaz thuộc Tổng cục Tình báo Ukraina (HUR) được thành lập vào tháng 02 năm 2022 như một đối ứng với cuộc xâm lược Ukraina của Nga. Được đặt theo tên của sinh vật huyền thoại Kraken, trung đoàn được thành lập từ các cựu chiến binh của tiểu đoàn Azov và đã giải phóng thành công một số ngôi làng bị chiếm đóng trong cuộc giao tranh ác liệt sau đó còn tham gia vào các cuộc phản công và hoạt động phá hoại trở thành một trong những đơn vị tinh nhuệ và khét tiếng trong chiến tranh chống Nga với lực lượng từ 600 - 1.500 thành viên chủ chốt, cộm cán (ước tính vào tháng 2 năm 2022). Vào tháng 4 năm 2022, chính đơn vị này đã tháo dỡ tượng đài Nguyên soái Georgy Zhukov ở Kharkiv.
Đơn vị Kraken được thành lập bởi các cựu binh của tiểu đoàn Azov vào ngày Nga phát động chiến dịch quân sự vào Ukraina hồi tháng 2 năm 2022, tên và phù hiệu của trung đoàn Kraken cũng lấy cảm hứng từ biển vì Kraken là một con quái vật biển thần thoại giống một con mực khổng lồ. Đơn vị Kraken được Bộ Quốc phòng Nga coi là lực lượng chiến đấu theo chủ nghĩa dân tộc và là chi nhánh của tiểu đoàn Azov khét tiếng, vốn gần đây đã bị thất bại nặng nề tại thành phố Mariupol. Lực lượng Kraken tự chỉ định mình là đơn vị trinh sát và phá hoại đặc biệt trực thuộc Bộ Quốc phòng Ukraina, hoạt động tách biệt với Lực lượng vũ trang Ukraina. Nga coi Kraken là một nhánh của Tiểu đoàn Azov khét tiếng theo đường lối dân tộc chủ nghĩa, cáo buộc tiểu đoàn này phạm một số tội ác chiến tranh kể từ đầu cuộc xung đột, bao gồm cả ngược đãi tù nhân chiến tranh người Nga. Đơn vị này được cho là có khoảng 1.800 chiến binh. Đơn vị này thu hút các cựu chiến binh từ quân đội chính quy, các chiến binh bán quân sự đã được thử sức trên chiến trường và các tình nguyện viên khác có độ tuổi từ 25 đến 60 tuổi. 

## Hoạt động

Lực lượng Kraken đã bắt được xe tăng Nga

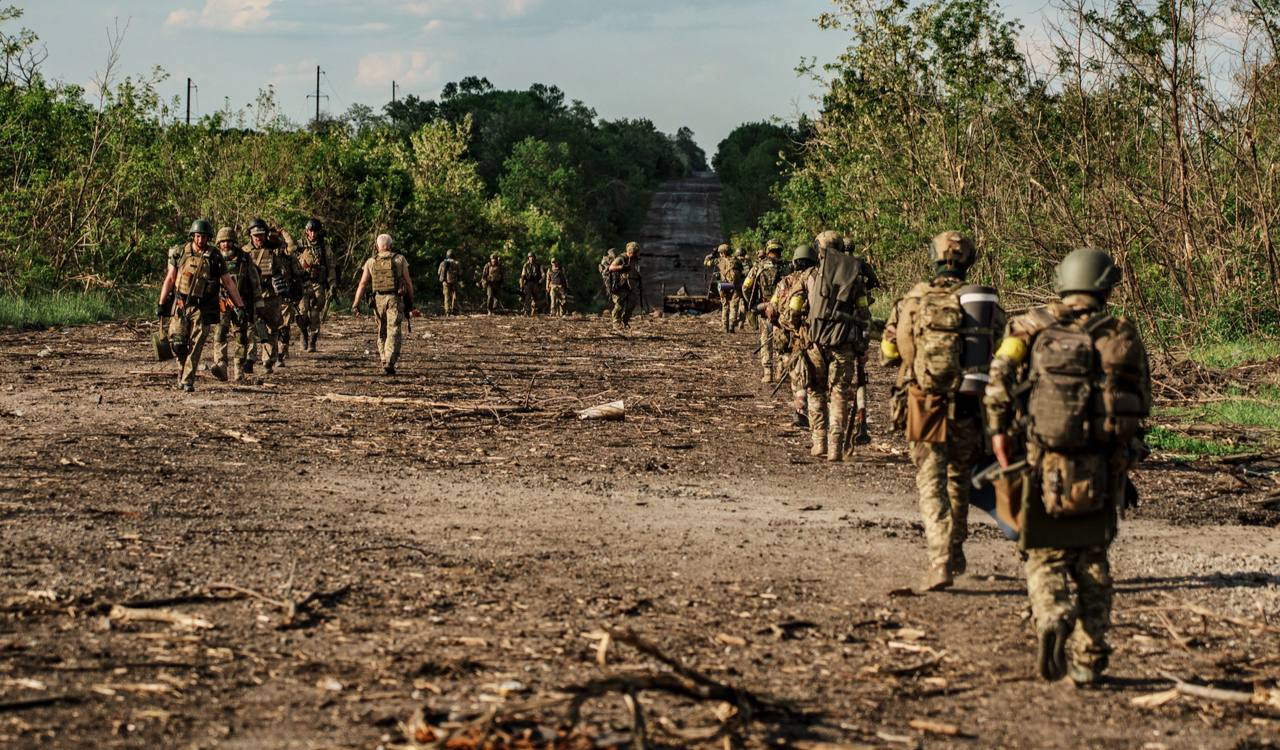
Lực lượng Kraken trong chiến dịch phòng thủ làng Pytomnyk

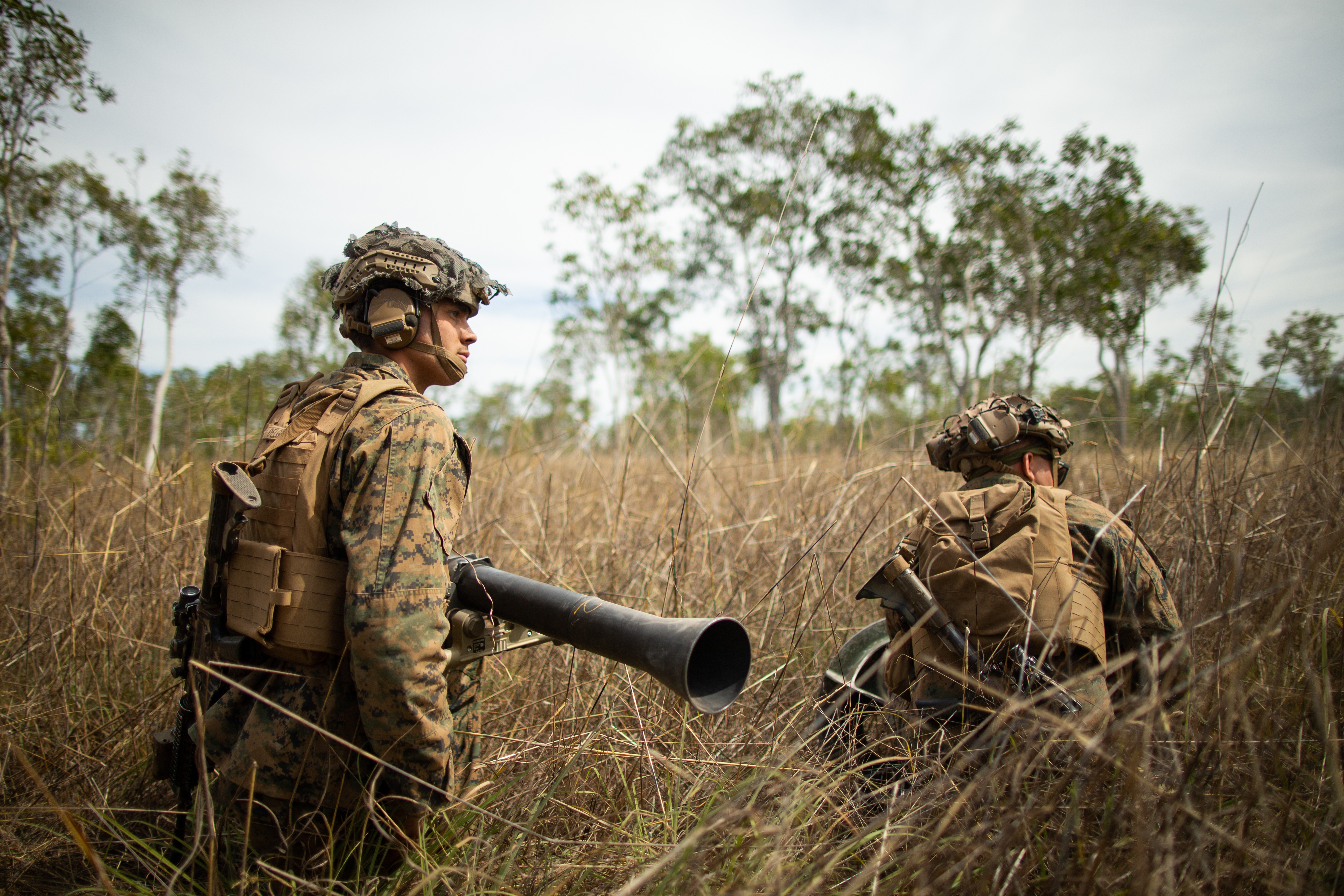
Hai binh sĩ của Trung đoàn Kraken

Chỉ huy của trung đoàn Kraken là Konstantin Nemichev vốn một nhân vật chính trị và quân sự ở Kharkiv. Là con trai của một giáo viên và một thợ điện, Konstantin Nemichev lúc 26 tuổi đã khởi xướng sự nghiệp chính trị trong đảng Cánh hữu Quốc gia trước khi tốt nghiệp đại học. Konstantin Nemichev cũng từng chạy đua để trở thành thị trưởng Kharkiv nhưng không thành công. Khi Nga tấn công Ukraina, Konstantin Nemichev thu hút được nhiều người ủng hộ cùng mình chiến đấu trong đơn vị Kraken. Khi tiểu đoàn Azov gần như đã bị tan rã do thất thủ ở pháo đài Mariupol, Kraken trở thành đơn vị tình nguyện khét tiếng và gây tranh cãi nhất của Ukraina, giống như tiểu đoàn Azov. Các nhà phê bình cho biết cả hai đơn vị tình nguyện này đều lôi kéo các chiến binh từ các nhóm cực đoan và cực hữu. Kraken bác bỏ cáo buộc này dù các chỉ huy của Kraken thừa nhận rằng các binh sĩ cực hữu có thể nằm trong hàng ngũ của họ, nhưng họ thực tế là một nhóm đa dạng có chung mục đích bảo vệ Ukraina. Đơn vị Kraken hoạt động trong "vùng xám" khi họ là một lực lượng nghe lệnh từ Bộ Quốc phòng Ukraine nhưng không thuộc Các lực lượng vũ trang Ukraine. 
Quân đội Nga cho biết đã xóa sổ tiểu đoàn tinh nhuệ của Ukraina trong 2 ngày, bao gồm cả các chiến binh dân tộc chủ nghĩa của tiểu đoàn Kraken khét tiếng. Các lực lượng vũ trang Nga đã tiêu diệt một tiểu đoàn tấn công tinh nhuệ của Tổng thống Ukraina và hàng chục chiến binh dân tộc chủ nghĩa của tiểu đoàn Kraken, đài RT dẫn lời phát ngôn viên Bộ Quốc phòng Nga là Thiếu tướng Igor Konashenkov cho biết rằng “Hơn 140 người theo chủ nghĩa dân tộc đã bị tiêu diệt ngay tại chỗ. Khoảng 250 chiến binh khác bị thương ở các mức độ nghiêm trọng khác nhau. Tất cả các thiết bị quân sự đã bị vô hiệu hóa”. Ngày hôm sau, tại khu vực Bogodukhov thuộc Kharkov, tên lửa Iskander đã bắn trúng một nhà máy chế biến thịt, nơi các chiến binh dân tộc chủ nghĩa Kraken đặt căn cứ tạm thời. Hơn 30 chiến binh và 10 đơn vị thiết bị quân sự đã bị tiêu diệt. Các lực lượng Nga đã tiến hành một loạt cuộc tấn công bằng pháo chính xác vào một số mục tiêu quân sự ở miền đông Ukraina, bao gồm cả căn cứ của tiểu đoàn dân tộc chủ nghĩa Kraken. Theo báo cáo, hơn 100 thành viên tiểu đoàn Kraken và 10 xe bọc thép đã bị vô hiệu hóa gần thành phố Kharkov, sau các cuộc tấn công bằng pháo vào ngày 29 tháng 6 năm 2022, sau khi chịu thương vong đáng kể, chỉ huy của tiểu đoàn Kraken đã ra lệnh cho các lực lượng này từ bỏ vị trí và rút lui về thành phố Kharkov. 
Tuy nhiên, Kraken chính là đơn vị đã giúp Ukraina phản công thành công và giành lại các ngôi làng phía bắc Kharkiv. Trong cuộc phản công của Ukraina ở Kharkov, các binh sĩ của đơn vị đặc nhiệm Kraken đã bắt sống hơn một chục sĩ quan Nga, Lực lượng đặc nhiệm Kraken tinh nhuệ của Ukraine tuyên bố bắt sống ít nhất 15 sĩ quan Nga. Những sĩ quan Nga bị bắt nói rằng họ được tuyển dụng từ các đơn vị khác nhau bao gồm lái xe, thợ máy, lính pháo binh. Ngoài ra, đơn vị Kraken cũng bị buộc tội ngược đãi tù binh Nga, một tội ác chiến tranh tiềm tàng. Nga đã đưa Nemichev vào danh sách truy nã, với cáo buộc rằng thủ lĩnh đơn vị Kraken chịu trách nhiệm về "một nỗ lực nhằm gây nguy hại cho tính mạng" của 8 binh sĩ Nga, theo hãng thông tấn Tass của Nga. Một cuộc điều tra của BBC về đoạn video một số tù binh Nga bị bắn vào chân một cách cố ý cho thấy lực lượng Kraken đang hoạt động trong khu vực vào thời điểm đó.

## Chú thích

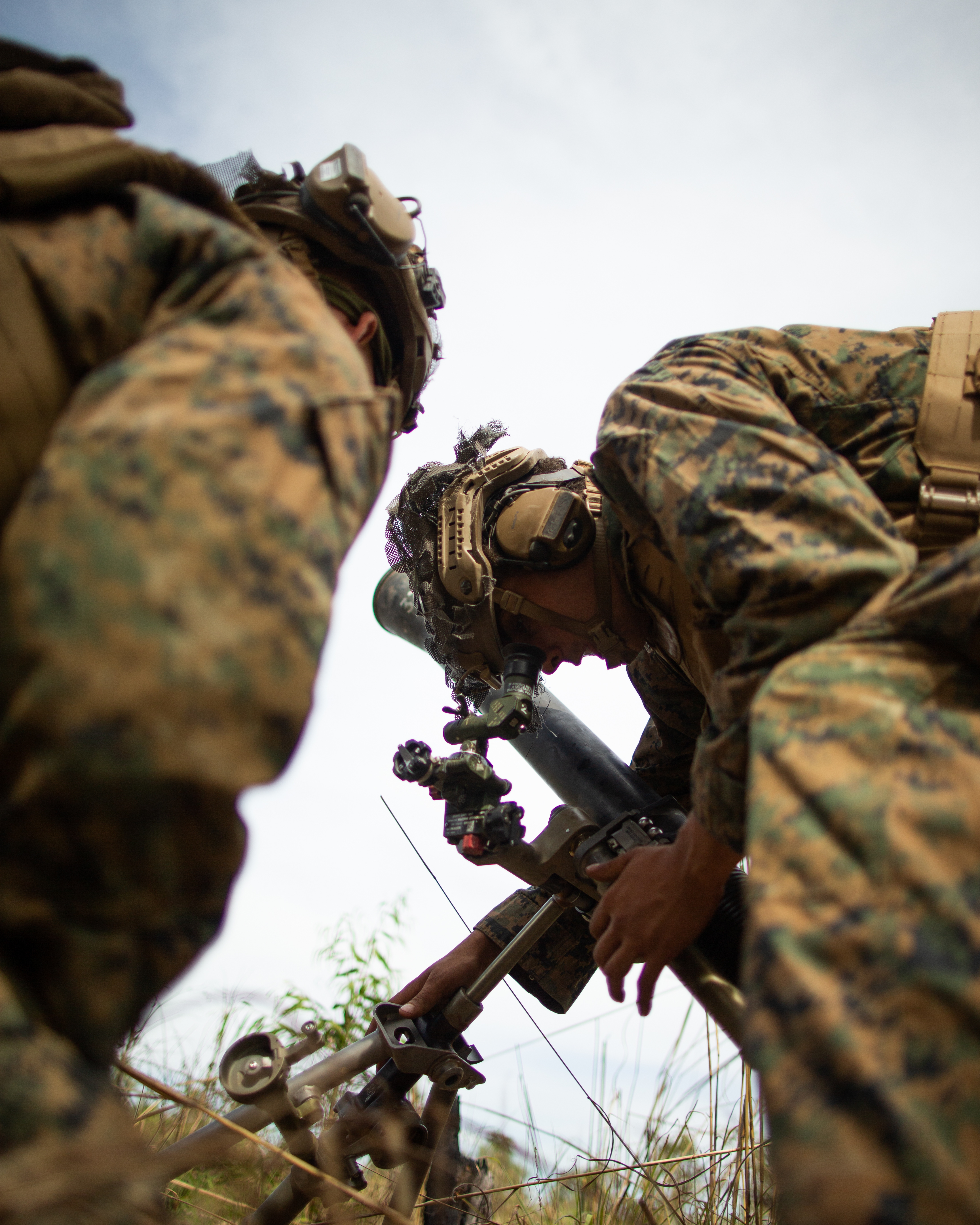
Lực lượng Kraken đang tác chiến với súng phóng cối